# Quesnelia morreniana
Quesnelia morreniana är en gräsväxtart som först beskrevs av John Gilbert Baker, och fick sitt nu gällande namn av Carl Christian Mez. Quesnelia morreniana ingår i släktet Quesnelia och familjen Bromeliaceae. Inga underarter finns listade i Catalogue of Life.